# Санлеани
Санлеани (рум. Sânleani) је насељено место општине Ливада у жупанији Арад у Румунији. Према попису из 2021 године било је 1.661 становника. 

## Становништво
Према попису становништва из 2011. године у насељу је живело 1.538 становника. 
| Етнички састав према попису из 2011. године‍ | Етнички састав према попису из 2011. године‍ | Етнички састав према попису из 2011. године‍ | Етнички састав према попису из 2011. године‍ | Етнички састав према попису из 2011. године‍ |
| ------------------------------------------- | ------------------------------------------- | ------------------------------------------- | ------------------------------------------- | ------------------------------------------- |
|                                             |                                             |                                             |                                             |                                             |
| Румуни                                      | Румуни                                      |                                             | 1.224                                       | 79,6%                                       |
| Мађари                                      | Мађари                                      |                                             | 195                                         | 12,7%                                       |
| Немци                                       | Немци                                       |                                             | 20                                          | 1,3%                                        |